# スラブ近似
スラブ近似（スラブきんじ、Slab approximation）は、周期的境界条件に縛られる通常のバンド計算手法（除く実空間法）において、表面などの周期的境界条件を満たさない系を扱うための一便法である。スラブモデル(Slab model)または、周期的スラブモデル(Repeated slab model)とも言うことがある。日本語では薄膜モデルとなる。
まず、表面を扱うためには、スーパーセルを考え、その中に表面層（スラブ）と真空層を考える。つまり、表面層－真空層－表面層－真空層…が無限に続く周期系と考える。表面層及び真空層が十分に厚ければ（このためスーパーセルが必要）、表面層（スラブ）同士及び、表面層の表面（おもてめん）と裏面との相互作用の影響を無視することができる。真空層の厚さは、場合によるが、だいたい10オングストローム程度取る。
表面層は、表裏両面を同等に計算する場合と、裏面を水素等で終端（大抵固定）して計算する場合がある。どちらも一長一短があり、両者の違いは論文などで議論されることもある。ただし、分子が表面吸着した系を計算する際には、表裏両面に吸着させる方が良いとされる。これは吸着によって表面付近に電気分極が生じるためで、表裏両面に吸着させることによって、スラブ同士が意図しない相互作用をすることを防ぐことができる。なお、片面に吸着させつつ、スラブ間の双極子相互作用を打ち消す外部電場を加える手法もある。